# Culinária do Ceará

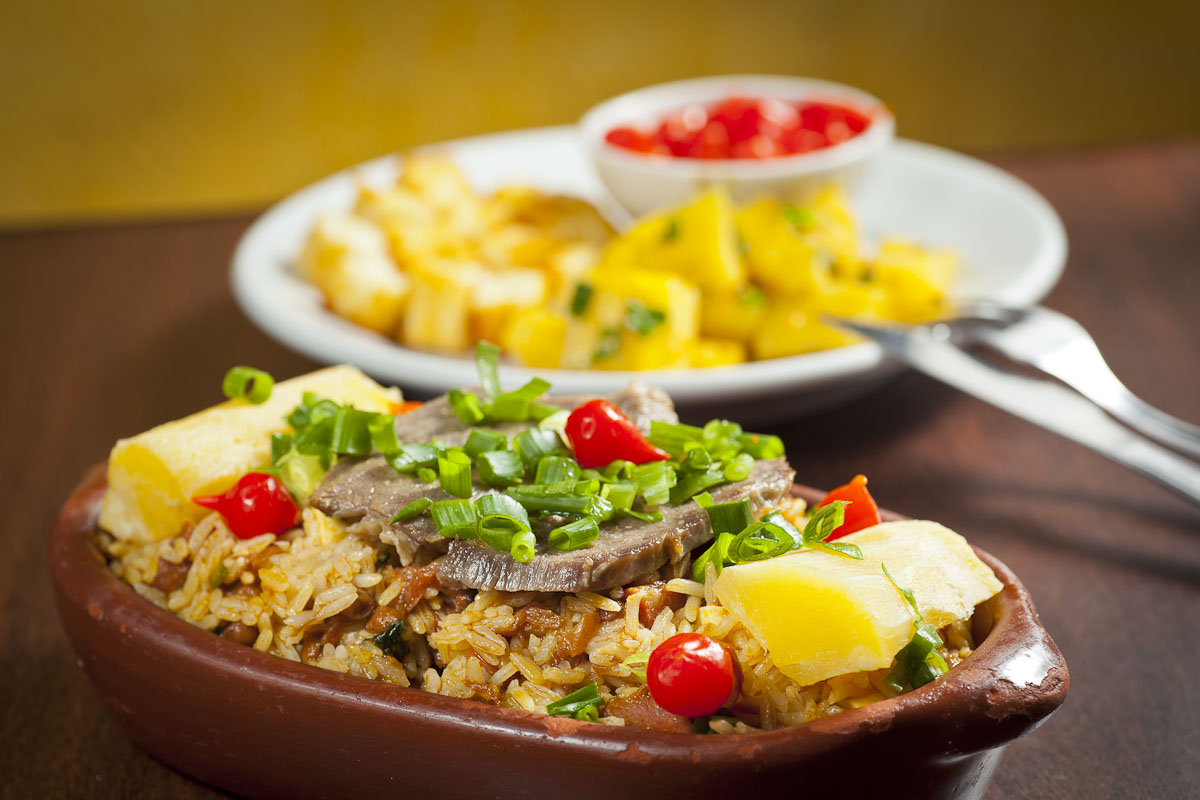
Baião de Dois. Prato típico do Ceará.

A Culinária do Ceará é uma divulgada característica do estado que é conhecido por seus atrativos turísticos como a praia de Jericoacoara e a capital, Fortaleza. O Ceará também tem uma culinária que chama a atenção. Muitos dos seus pratos são comuns em outros estados nordestinos, porém o estado possui alguns sabores bem únicos, seja por conta de suas receitas típicas ou pelo modo de preparo. 
A culinária do estado é resultado da mistura de tradições que se envolveram e se desenvolveram ao longo dos séculos. Influências de indígenas, europeus e africanos refletem a diversidade cultural da região, que resultou em uma culinária rica e saborosa.
O Ceará abriga uma tradição culinária diversificada, moldada pela sua localização geográfica e pelas suas raízes indígenas, africanas e portuguesas. Resultado da fusão dessas tradições, que se entrelaçaram e evoluíram ao longo dos séculos. Baião de dois, carne de sol com pirão, panelada, peixada, cuscuz, vatapá, paçoca e tapioca são elementos das raízes cearences que se manifestam no paladar. Outras influências de sabores foram provenientes de estados vizinhos, como Bahia e Pernambuco. Essa proximidade possibilitou a troca de ingredientes e receitas que foram assimilados pela culinária cearense.

## História
Pela história os índios tabajaras e potiguaras foram os primeiros habitantes desta região, deixando marcas como o emprego de milho e mandioca em suas preparações culinárias. Com a chegada dos portugueses, novos ingredientes foram introduzidos, tais como trigo, açúcar e leite. Além disso, os colonizadores trouxeram consigo a técnica de cozinhar com azeite e a tradição da bacalhoada, que persiste como um prato muito apreciado na localidade.
No século XVI, o Ceará começou a receber escravos africanos, cuja marcante influência se fez sentir na culinária local. Eles introduziram ingredientes e técnicas peculiares, os quais foram integrados aos pratos regionais. A presença de dendê, leite de coco e camarão seco na culinária cearense destaca-se como herança africana. A tradição alimentar da região reflete, assim, sua história e a diversidade cultural, resultando em uma culinária abundante e saborosa.

## Comidas típicas
Peixada cearense

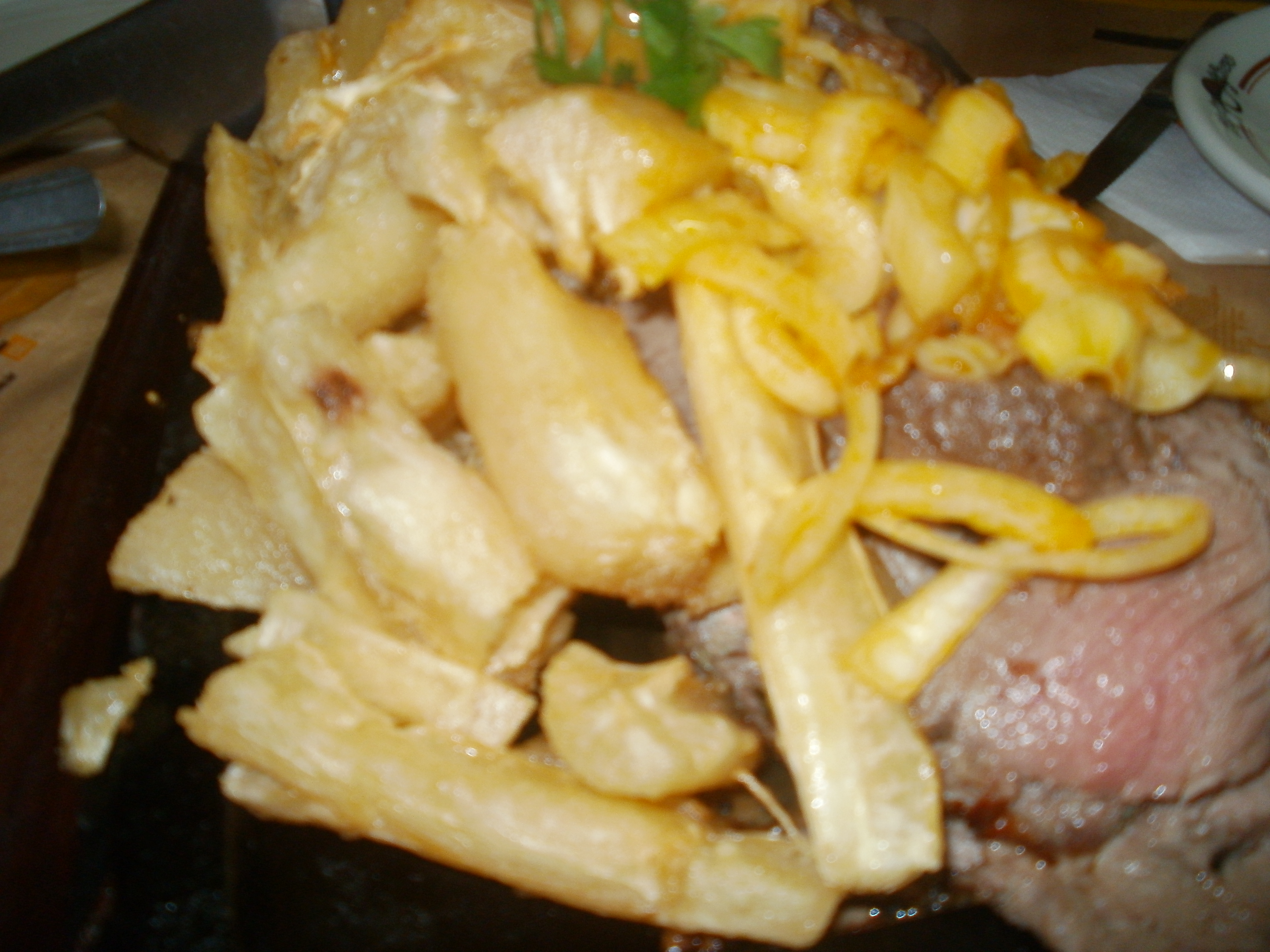
Carne de Sol, do Ceará pra o mundo.

O Ceará tem um grande litoral, e por conta disso frutos do mar e peixes são ingredientes muito usados em seus pratos. A peixada cearense, símbolo da culinária desta região, é um cozido de peixes servido com pirão de farinha. É tão tradicional que está presente em praticamente todos os restaurantes, dos mais simples aos mais caros. 
Sarrabulho 
Este é um dos pratos que mostra como a culinária do sertão evoluiu para aproveitar o máximo de ingredientes possível, sem desperdiçar quase nada e mantendo a receita saborosa. É um prato que tem sua origem em Portugal. É feito com miúdos de porco e seu sangue coalhado. 
Panelada 
A panelada é mais uma amostra da criatividade da culinária cearense. Normalmente é feito com bucho e tripas de boi, mas também pode levar patas e linguiça de boi. Este cozido tem um tempero forte, com pimentas, cheiro verde, sal e alho, além de levar pimentão e tomates. 
Paçoca cearense 
A carne-de-sol é um ingrediente muito importante na região semiárida do Brasil, sendo comum em muitas receitas e praticamente um símbolo da culinária do sertão e caatinga. A paçoca cearense é só uma das receitas que usa esse ingrediente tão famoso. A carne-de-sol é frita e misturada com farinha de mandioca. 
Rapadura 
A cana-de-açúcar foi um produto que marcou muito o Ceará na época do Brasil colonial e do Império. Naturalmente, algumas receitas com esse ingrediente se mantiveram e se consagraram como típicas da região. A rapadura é um doce feito a partir do melaço da cana, conhecido por ser duro e muito açucarado. Há versões do doce com castanhas e coco. 
Doce de caju 
O caju é uma fruta em abundante no Ceará, por isso ela tem forte presença na culinária local, principalmente na produção de doces e bebidas. O doce de caju é o mais comum e tem um grande tempo de preparo, apesar de ser bem caseiro. 
A comida tipicamente cearense é, em geral, bastante nutritiva, com variedade de ingredientes saudáveis e frescos, como frutas, legumes, carnes magras e peixes. Alguns pratos, no entanto, podem ser bastante calóricos, especialmente aqueles que contêm carne de porco, queijo coalho e outros ingredientes. 

## Outros pratos
- Além dos já referidos, são conhecidos ainda na culinária cearense, o Alfenim, Beiju, Biscoito de goma, Buchada de bode, a Cajuína, o Escondidinho, a Puba e o Sarapatel.